# 赫龍河畔日亞爾
赫龍河畔日亞爾是斯洛伐克的城鎮，位於該國中部，由班斯卡-比斯特里察州負責管轄，面積39.06平方公里，海拔高度265米，2005年人口19,750，其中六成居民信奉羅馬天主教。

## 友好城市
- 捷克 斯維塔維[4]

## 外部連結
- Official website （页面存档备份，存于） （斯洛伐克文）